# Công ty trách nhiệm hữu hạn đại chúng
Công ty trách nhiệm hữu hạn đại chúng (tiếng Anh: public limited company, viết tắt: plc) là một công ty đại chúng theo luật của Vương quốc Anh và một số nước thuộc Khối Thịnh vượng chung Anh, và Cộng hòa Ireland.
Đây là một công ty trách nhiệm hữu hạn có cổ phần được tự do bán và bán cho công chúng (mặc dù một plc cũng có thể được tổ chức tư nhân, thường là bởi một công ty khác) với vốn cổ phần tối thiểu là 50.000 bảng Anh và thường có các chữ plc sau tên của nó. Các công ty tương tự ở Hoa Kỳ được gọi là publicly traded companies. Các công ty này cũng sẽ có một danh tính pháp lý riêng.